# Eero Kolehmainen
Eero Johannes Kolehmainen (* 24. März 1918 in Anttola; † 7. Dezember 2013 in Mikkeli) war ein finnischer Skilangläufer.
Kolehmainens größte Erfolge fielen in die Zeit nach dem Zweiten Weltkrieg. Im Alter von 33 Jahren gewann er bei den Olympischen Winterspielen 1952 in Oslo die Silbermedaille im 50-km-Skilanglauf hinter seinem Landsmann Veikko Hakulinen. Vier Jahre später, im italienischen Cortina d’Ampezzo, wurde er auf 50 km Vierter beim Sieg des Schweden Sixten Jernberg. Bei Weltmeisterschaften kam er 1954 in Falun auf den elften Platz, 1958 in Lahti auf den fünften.
Seinen ersten großen internationalen Erfolg hatte Kolehmainen 1950 bei den Holmenkollen-Spielen, als er den 18-km-Langlauf gewann. 1957 gewann er den Lauf über 50 km und wurde im selben Jahr auch mit der Holmenkollen-Medaille ausgezeichnet. 1956 und 1957 gewann er jeweils die 50 km bei den Lahti Ski Games. 1959 wurde er mit 41 Jahren in Kajaani finnischer Meister.
Kolehmainen gehörte dem Sportverein Anttolan Urheilijat aus seinem Geburtsort an. 2003 erhielt er die finnische Sportlerauszeichnung Pro Urheilu. Kolehmainen verstarb am 7. Dezember 2013 im Alter von 95 Jahren.